# Christopher Aikman
Christopher Aikman (Ottawa, 1943) és un astrofísic canadenc que ha dedicat gran part de la seva carrera, de 1968 fins 1997, a l'Observatori Astrofísic Dominion (DAO) situat en la localitat de Saanich, Colúmbia Britànica, Canadà.
Al principi, les seves recerques tractaven sobre la espectroscòpia dels estels de composició peculiar, la composició superficial de la qual varia significativament respecte a la del Sol, amb l'ànim d'entendre l'origen de les seves anomalies. El 1991, va passar a dirigir un programa de seguiment d'asteroides propers a la Terra (NEOs) amb l'històric telescopi construït per John S. Plaskett, però el projecte va ser cancel·lat el 1997.
Va ser nomenat com a representant canadenc en la fundació Spaceguard, un grup que s'ocupa d'avaluar l'amenaça d'impacte d'un asteroide sobre la Terra. Com a producte incidental d'aquesta recerca va fer el descobriment de quatre asteroides entre 1994 i 1998, com queda acreditat pel Minor Planet Center.

## Descobriments
Entre l'any 1994 i el 1998 ha descobert 4 asteroides des de l'Observatori Astrofísic Dominion de Saanich (Canadà) tots ells amb nom definitiu.
| Asteroides descoberts: 4 | Asteroides descoberts: 4 | Asteroides descoberts: 4 |
| ------------------------ | ------------------------ | ------------------------ |
| (7840) Hendrika          | 5 d'octubre de 1994      | [ 3 ] [ 4 ]              |
| (10870) Gwendolen        | 25 de setembre de 1996   | [ 5 ] [ 6 ]              |
| (24899) Dominiona        | 14 de gener de 1997      | [ 7 ] [ 8 ]              |
| (246913) Slocum          | 23 de setembre de 1998   | [ 9 ]                    |

## Publicacions
Entre d'altres, Aikman ha publicat els següents llibres:
- Aikman, G.C.L.; Hilditch, R. W.; Younger, Frank. Observations of Nova IV Cephei 1971.  Dept. of Energy, Mines and Resources, Observatories Branch, 1973.

- Cowley, C. R.; Aikman, G.C.L. «Nuclear and nonnuclear abundance patterns in the manganese stars». Astrophysical publicación, 196, 1975, pàg. 521–524. Bibcode: 1975ApJ...196..521C. DOI: 10.1086/153432.
- Aikman, G.C.L.. The spectroscopic binary characteristics of the mercury-manganese stars.  Dominion Astrophysical Observatory/National Research Council of Canada, 1976 [Consulta: 29 abril 2017].
- Cowley, Charles R.; Aikman, G.C.L.; Hartoog, M. R.. A survey of peculiar and metallic-lined A stars for the actinides (en anglès).  Dept. of Energy, Mines and Resources, Observatories Branch, 1976.
- Cowley, Charles R.; Aikman, G.C.L.; Fisher, Wesley A. A study of the uranium stars and related objects.  National Research Council of Canada, 1977.
- Aikman, G.C.L.. DAO facilities manual.  Dominion Astrophysical Observatory, 1991 [Consulta: 29 abril 2017].
- Aikman, G. C. L.; Hesser, J.E. «Annual Report of the Dominion Astrophysical Observatory». Bulletin of the American Astronomical Society, 30, 1, 1998, pàg. 472–489. Bibcode: 1998BAAS...30..472A.
- Aikman, G. Christopher L.; Balam, D.D.; Tatum, J.B. «Astrometric recovery and follow-up of near-Earth asteroids». Planetary and Space Science, 42, 8, 1994, pàg. 611–621. Bibcode: 1994P&SS...42..611T. DOI: 10.1016/0032-0633(94)90036-1.